# チャンチェンモ川
チャンチェンモ川（Chang Chenmo River）は、インダス川水系の一部であるショク川の支流である。中国とインドの国境紛争地帯であるアクサイチンの南端にあり、パンゴン湖流域の北にある。
カシミールの中国が実効支配する地域（チベット自治区ルトク県の一部）のラナク峠付近を源流とし、西に進んでラダックのショク川に合流する。流路の中央部には、インドと中国の間の実効支配線上のコンカ峠がある。全体を通して、カラコルム山脈の深い峡谷である。

## 名称
チャンチェンモとは、チベット語で「大きな北の」を意味する。

## 地理

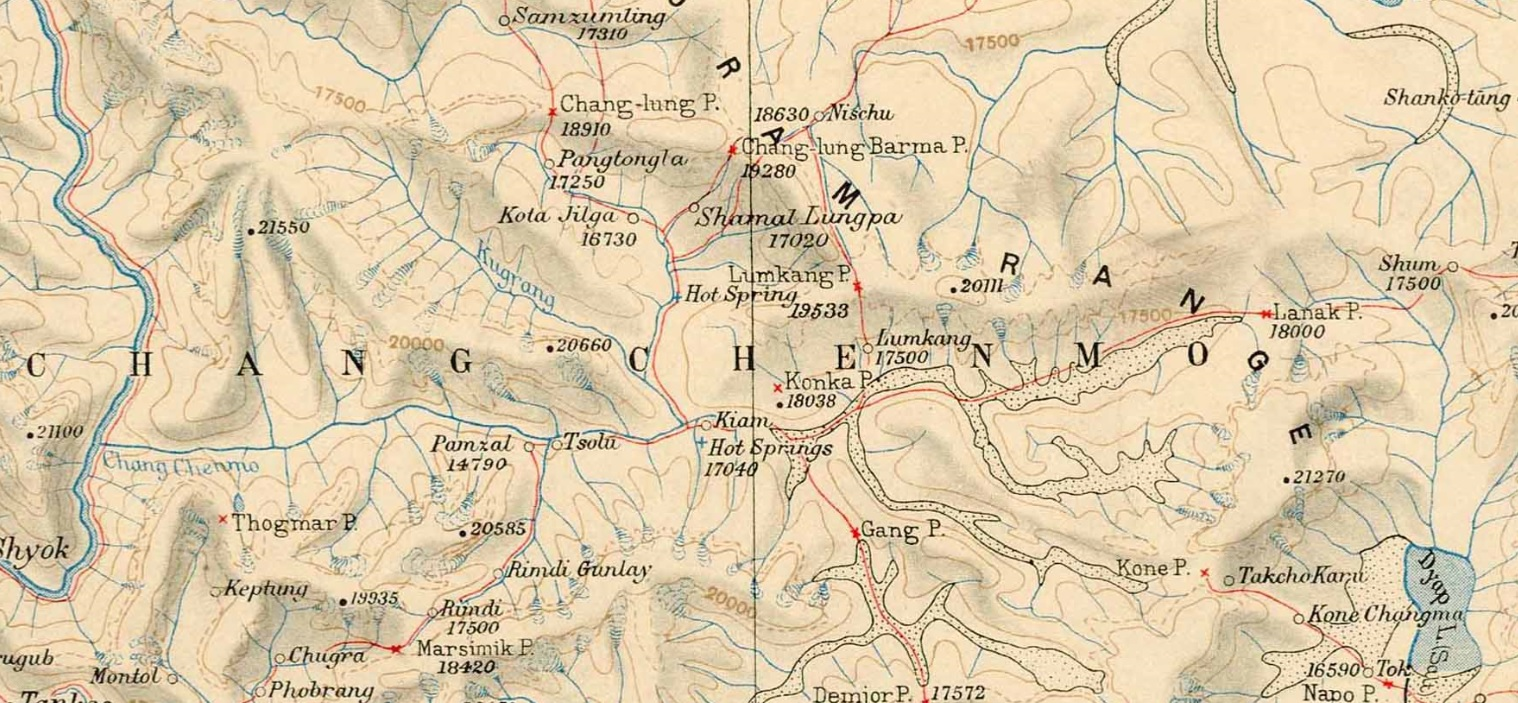
1916年のインドの地図におけるチャンチェンモ川

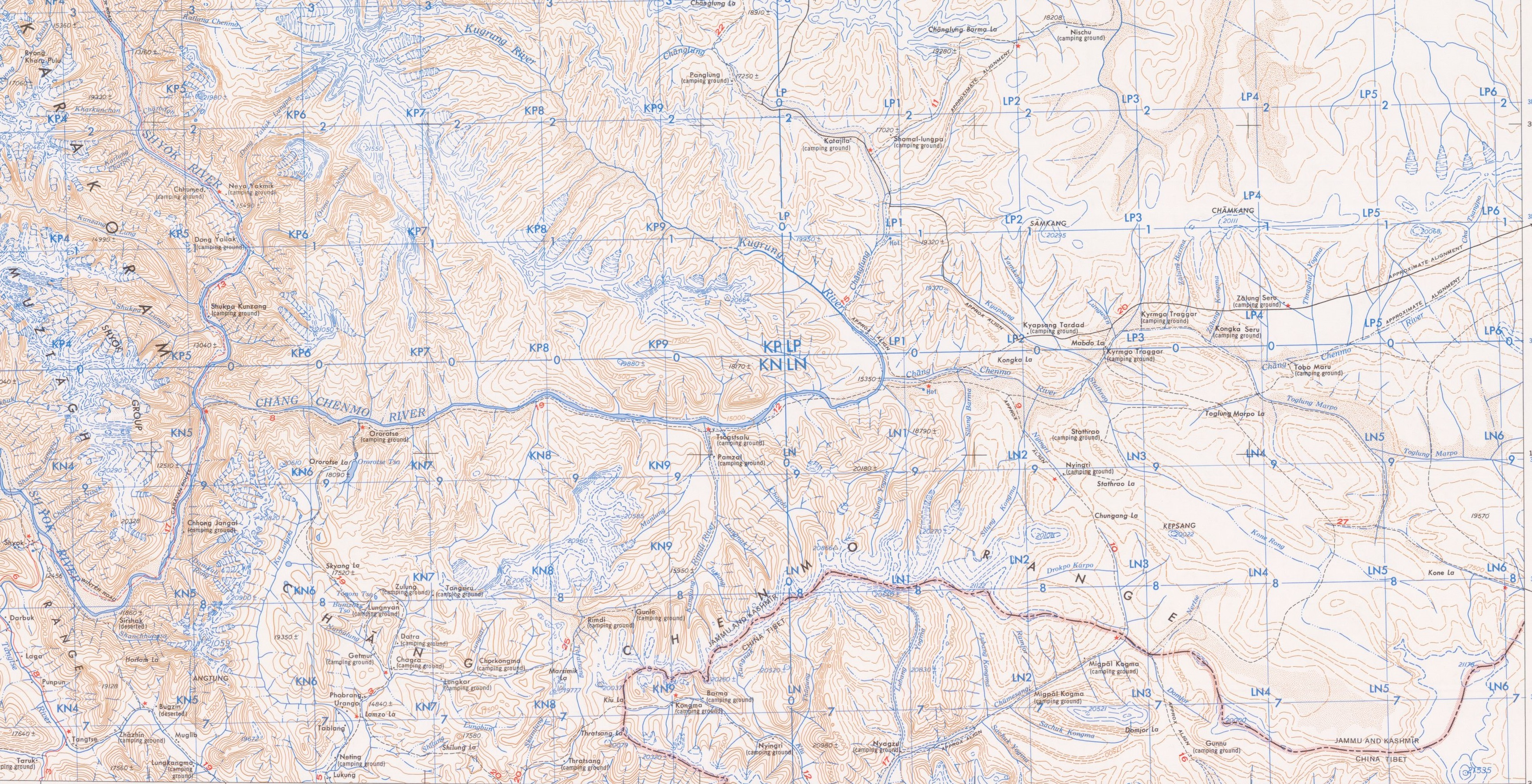
1955年のアメリカ陸軍の地図におけるチャンチェンモ川

チャンチェンモ川は、北のカラコルム山脈の末端部と南のチャンチェンモ山脈の間の窪地を流れている。その源流は谷の中央の低い尾根にあるラナク峠の南西にある氷河にあるが、窪地はその先のチベット領内まで続いており、邦達錯まで続いている。南側の山は北側の山よりも氷河が多く、チャンチェンモ川の水の多くはこの山に由来しているものと見られる。
チャンチェンモ川は、その流路の大部分が砂利の上を流れている。多数の支流が南北の山脈から流れ込み、沖積土がもたらされている。沖積土には草が生えており、ラダックの人々は秋の放牧にこれを利用する。しかし、雪が降ると草が雪に覆われて家畜の食糧がなくなる危険性があり、その前に峠を越えて帰る必要がある。
チャンチェンモ渓谷の中央にはカラコルム山脈の大きな支脈があり、川はその丘の中をジグザグに曲がりくねって流れている。コンカ峠はそのような丘の最後にある。支脈の西には、クグラン川(Kugrang River)の大きな支流が流れ込んでいる。その東側にはチャプサン川(Kyapsang River)が流れ込んでいる。コンカ峠の西側には、キアム（Kyam、ホットスプリングスともいう）、ツォル(Tsolu)、パンザル(Pamzal)という3つの有名な放牧地がある。また、北西のクグラン川の谷間にはゴグラ(Gogra)というもう一つの放牧地があり、ここではチャンルン(Changlung)という別の支流がクグラン川に流れ込んでいる。
パンザルより狭い峡谷に入り、急流になる。渓谷のこの部分は、冬に川が凍結する場合を除いて渡河することはできない。

## 歴史
1800年代後半、インド亜大陸とタリム盆地間の貿易を促進するために、イギリスは、関税が高く通行が困難なカラコルム峠の代わりに、チャンチェンモ渓谷を経由するキャラバンルートを推進しようとした。ジャンム・カシミールの君主ランビール・シングはイギリスの要請を受けて、チャンチェンモ渓谷沿いの道を改善した。しかし、このルートは伝統的なルートよりも長く、標高が高いことに加えて、アクサイチンの荒涼とした砂漠を通過するため、1890年代になると商人たちはほとんどこのルートを使わなくなった。また、チャンチェンモ渓谷はイギリス人将校の休暇中の狩り場としても人気があった。
1950年代以降、この川は中国とインドの間の紛争地域になっている。そのため、コンカ峠、ホットスプリングス、ツォグサルなど、双方の国境駐屯地が数多く存在している。1959年のコンカ峠事件など、中印間の衝突が多く発生している。